# 保利文化
保利文化集團股份有限公司，簡稱保利文化集團股份、保利文化集團，以及保利文化（英語：Poly Culture Group Corporation Limited），在2000年，由保利集團，於北京（總部）成立前身「保利文化藝術有限公司」，2010年完成股份制改造，主要經營藝術品經營與拍賣、演出與劇院管理和影院投資管理。
招股價為33港元。全球發售為7778.1万股H股，集資額為21.93亿港元-25.66亿港元，股份在2014年3月6日於港交所主板上市。
保利文化(03636.HK)2023年11月14日公布，由大股東保利集團通過吸收合併私有化的建議，實施條件已達成，實施合併已成為無條件及合併已生效，H股於聯交所的上市地位將自11月14日下午4時正起撤銷。

## 外部連結
- PolyCulture.com.cn